# Acosmeryx miskini
Espèce
Acosmeryx miskini est une espèce de papillons de la famille des Sphingidae, sous-famille des Macroglossinae, de la tribu des Macroglossini et du genre Acosmeryx. 

## Description
L'envergure varie aux environs de 80 mm.
Les imagos ont la face dorsale de l'aile antérieure tachée de brun et l'aile postérieure brun-rouille, avec des marques sombres de chaque côté de l'abdomen.

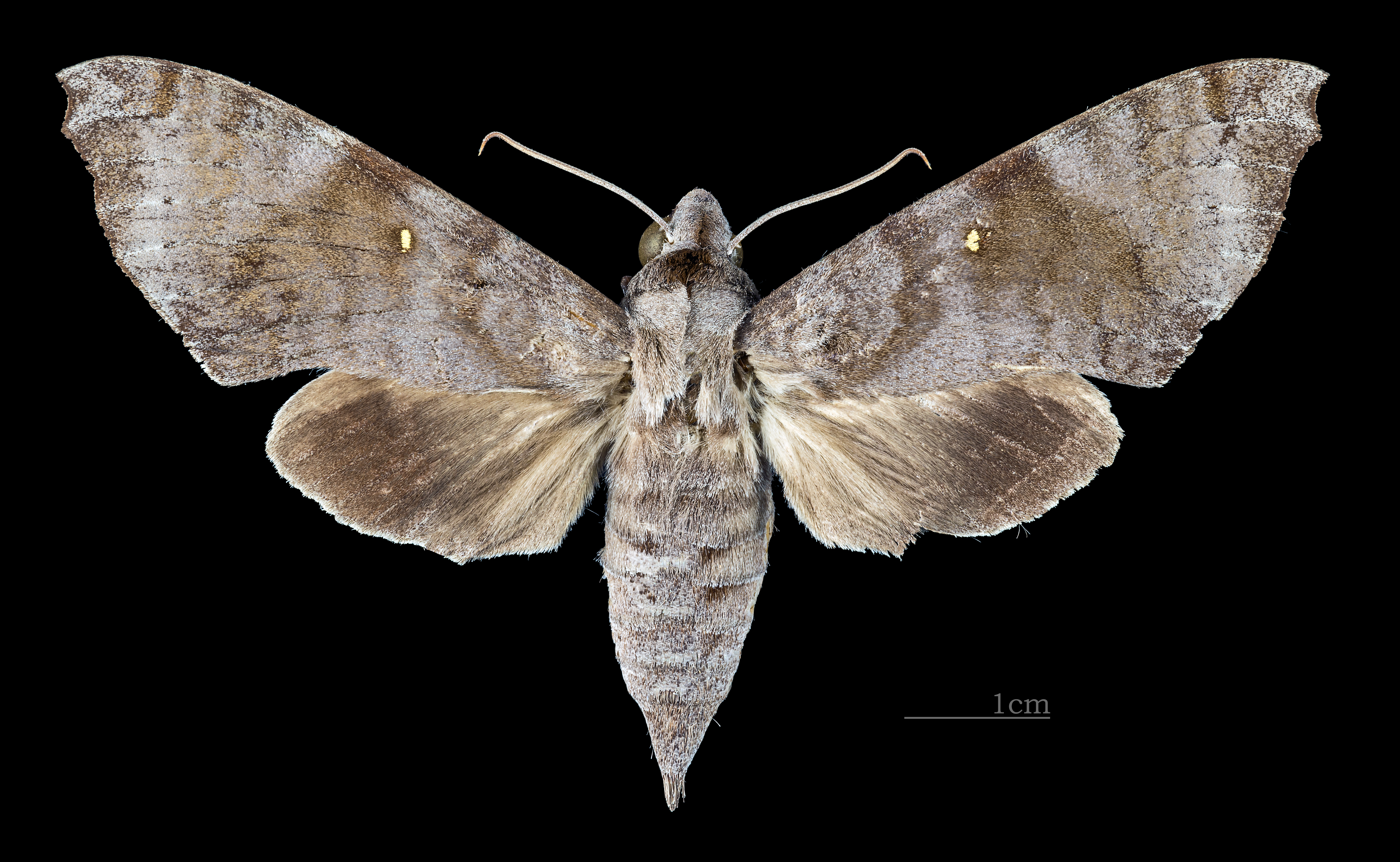
Face dorsale de la femelle (coll.MHNT)
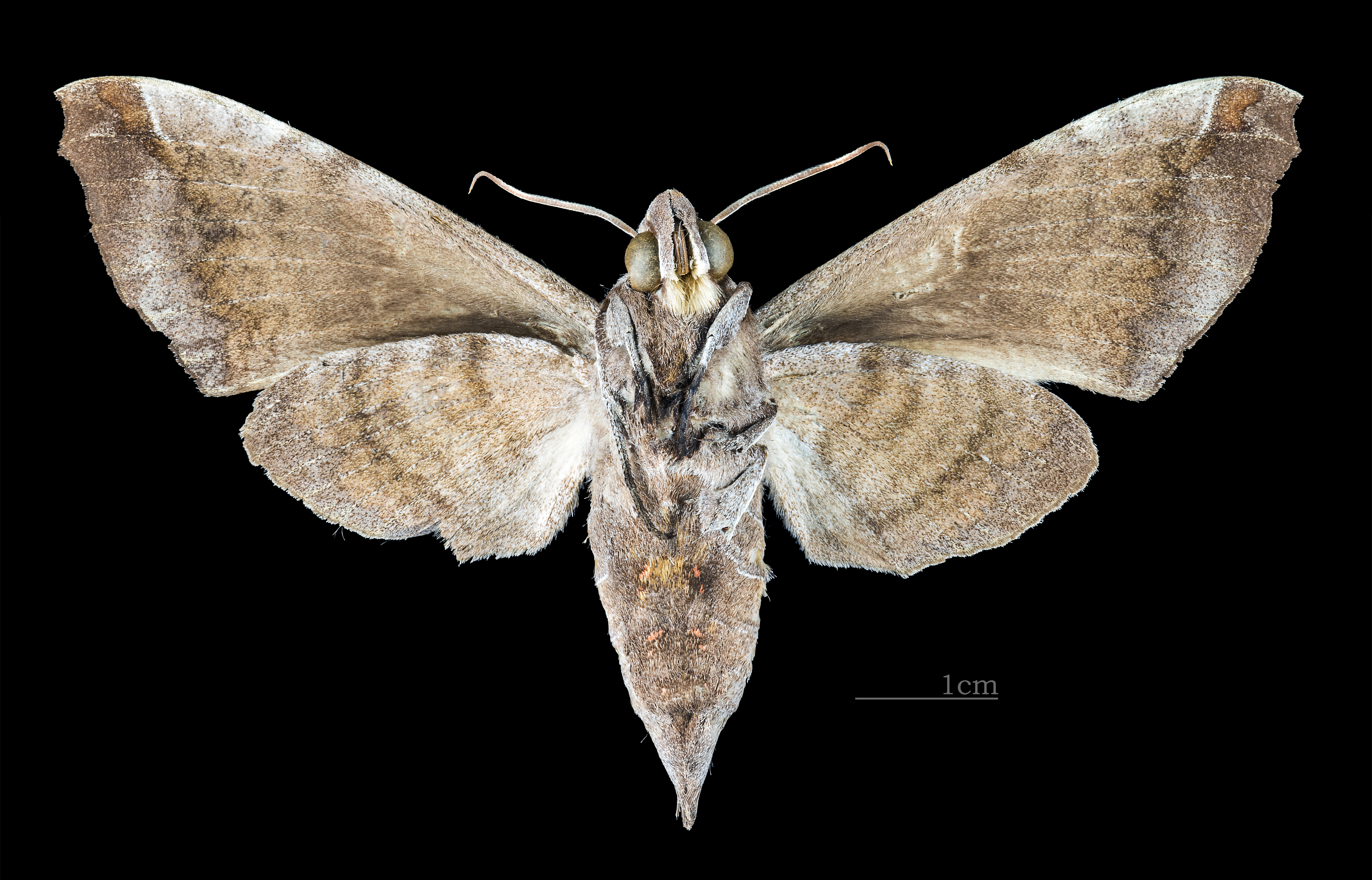
Face ventrale de la femelle (coll.MHNT)

## Répartition et habitat
Répartition
L'espèce est connue en Nouvelle-Guinée et dans le nord-est de l'Australie.

## Systématique
L'espèce Acosmeryx miskini a été décrite par l’entomologiste australien Richard Paget Murray, en 1873, sous le nom initial de Daphnusa miskini. L'espèce est dédiée à l'entomologiste William Henry Miskin.
- La localité type est le Queensland.

### Synonymie
- Daphnusa miskini Murray, 1873  Protonyme